# Чёрно-пегая танагра
Чёрно-пе́гая тана́гра (лат. Lamprospiza melanoleuca) — вид птиц из отряда воробьинообразных. Птицы среднего размера с контрастным чёрно-белым оперением и ярко-красным клювом. Они обитают на очень высоких деревьях на незатопляемых территориях на востоке и юго-востоке Перу, на севере Боливии, в центральной части и на востоке Бразилии, в Гайане, Суринаме и Французской Гвиане. Питаются фруктами и насекомыми, обследуя очень большую территорию, могут присоединяться к смешанным стаям. Гнёзда строят на толстых горизонтальных ветках высоко на деревьях.
Чёрно-пегая танагра была описана Луи Жаном Пьером Вьейо в 1817 году, в 1847 году Жан Луи Кабанис выделил вид в монотипический род Lamprospiza. В начале XXI века было проведено несколько исследований птиц с девятью маховыми перьями, обитающих в Америке. Согласно этим исследованиям было выделено семейство Mitrospingidae, которое включает роды тростниковые танагры, зелёные ортогонисы и чёрно-пегие танагры.

## Описание
Птица среднего размера с телом длиной 17—18 см и массой 24—42 г (обычно 31—32 г). Британский зоолог Филип Склейтер в 1886 году указывал длину тела 14,3 см, крыла — 8,4 см, хвоста — 6,4 см. Американский орнитолог Джон Тодд Зиммер в 1947 году отметил, что изученные им экземпляры из различных частей ареала имеют схожие размеры, хотя австрийский орнитолог Карл Эдуард Хелльмайр предполагал, что птицы из Перу несколько крупнее. Птицы из Суринама в 1910 году были описаны как Lamprospiza charmesi, что Зиммер также связывал с их размерами.

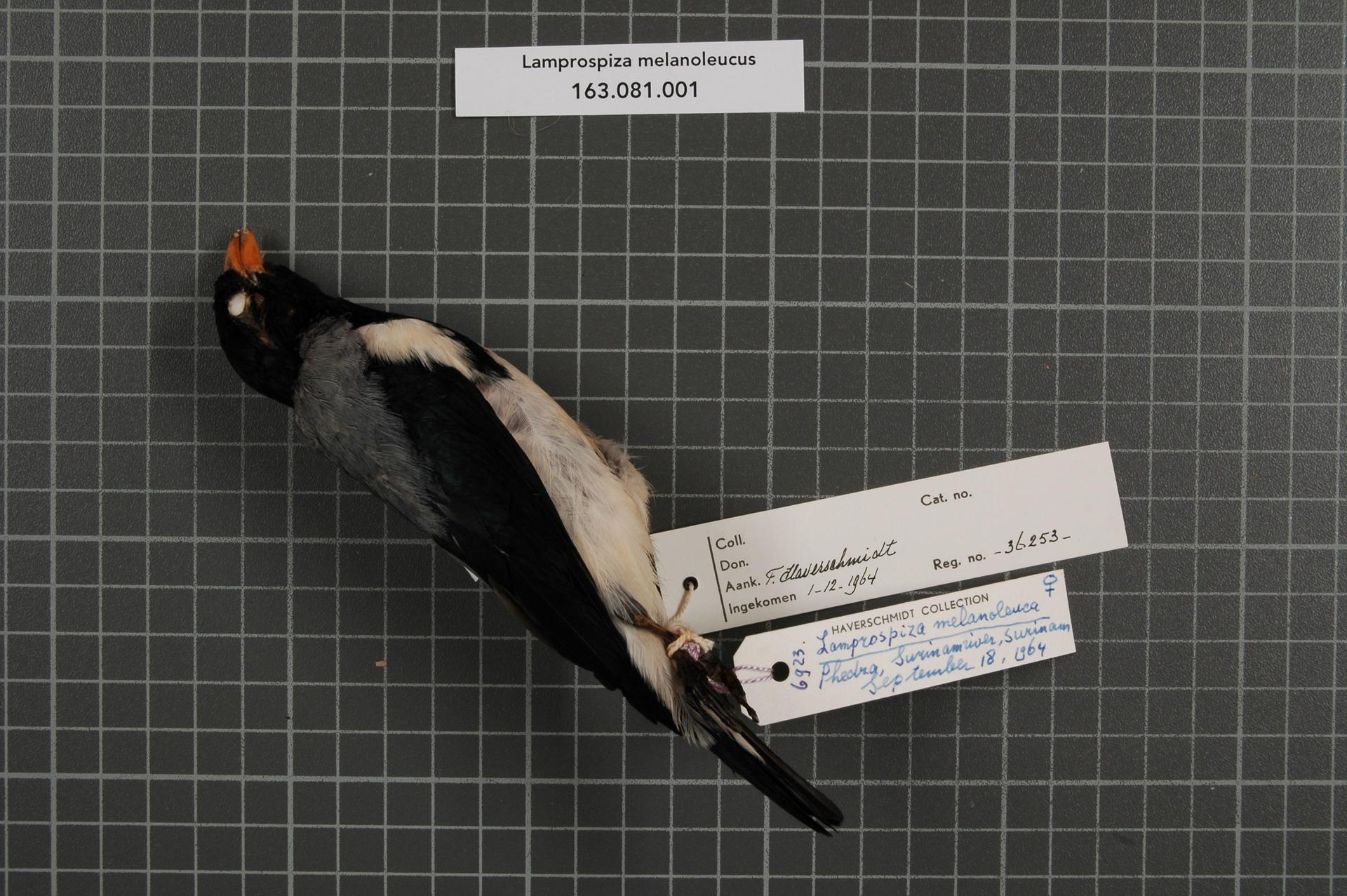
Самка чёрно-пегой танагры в музее Натуралис

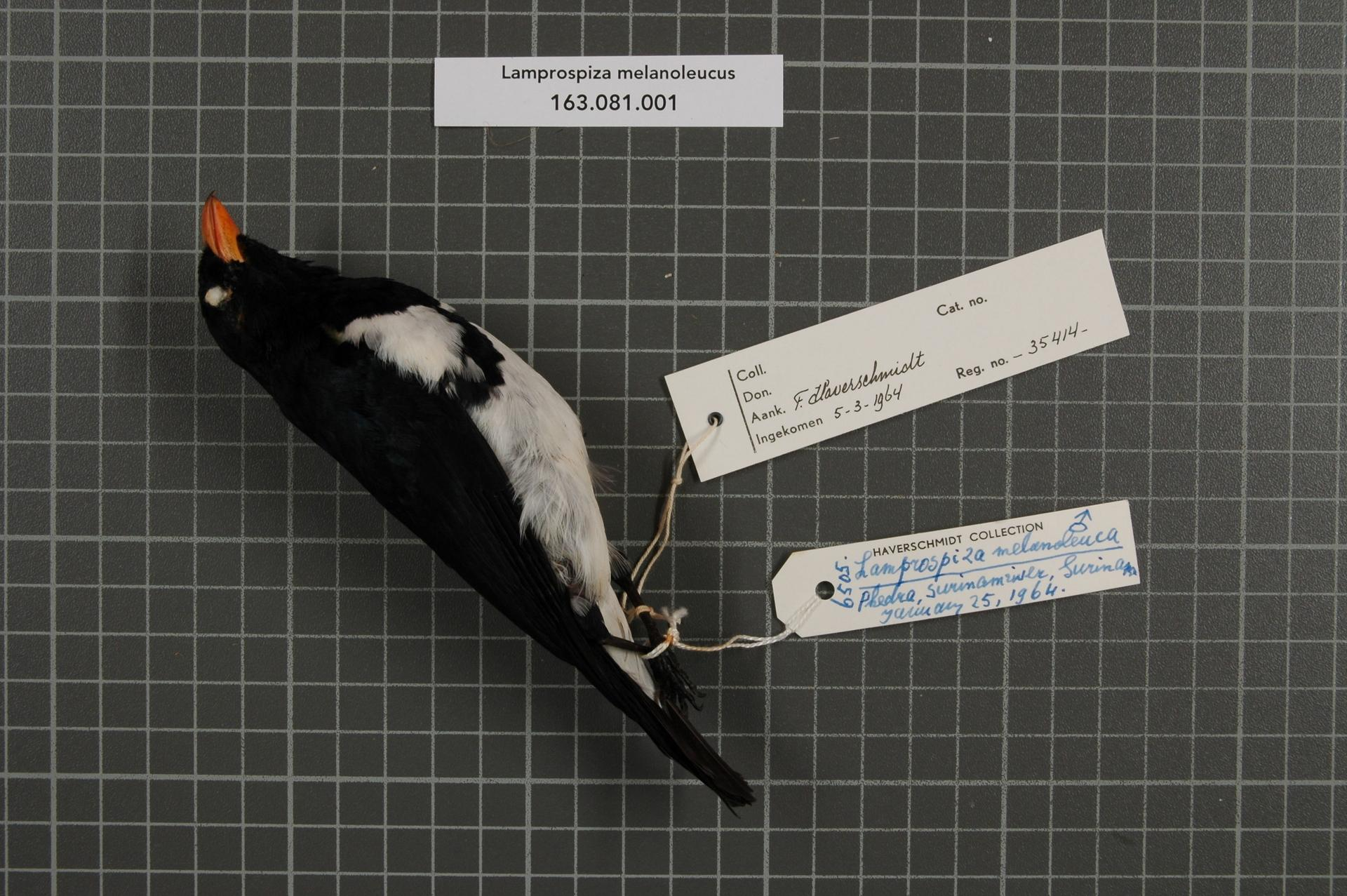
Самец чёрно-пегой танагры в музее Натуралис

Оперение чёрно-пегой танагры контрастное чёрно-белое. Вся верхняя часть тела, включая голову, кроющие перья крыла, маховые перья и хвост, окрашена в блестящий голубо-чёрный цвет. Оперение горла и центральной части груди — чёрное; по сторонам груди расположены белые пятна, которые снизу окаймлены тонкой чёрной полосой; брюхо и подхвостье — белые; оперённая часть ноги — чёрная. Самка отличается серым оперением затылка, спины, кроющих перьев крыла и надхвостья, при этом сама голова, крыло и хвост остаются чёрными. Чёрная полоса на груди у самок заметна меньше, в ней часто встречаются белые пятна, а нижняя часть тела имеет кремовый оттенок. Молодые птицы обладают чёрным клювом; оперение головы у них не такое блестящее, как у взрослых птиц; верхняя часть спины имеет белую окраску, а нижняя часть — чёрная с белыми чешуйками и пятнами; надхвостье серовато-белое; кроющие перья крыла голубовато-чёрные с белыми кончиками; подбородок и оперение снизу белые, на груди смешанные с чёрным; оперение ног в верхней части также чёрно-белое.
Отличительной особенностью чёрно-пегой танагры является толстый ярко-красный клюв. В описании Вьейо надклювье чёрное, подклювье — жёлтое с редкими чёрными пятнами. В описании Склейтера клюв жёлтый, слабее, чем у представителей рода Saltator, к которому изначально была отнесена чёрно-пегая танагра. Радужка глаза тёмно-коричневая.
Хвост средней длины, почти квадратный. Ноги коричнево-серые или чёрные.
Стаи чёрно-пегих танагр могут быть довольно шумными. В течение продолжительного времени птицы издают повторяющиеся пронзительные резкие крики «ééé-ééh…ééé-ééé-ééh…ééé-ééh-yuu…». Их песни состоят из беспорядочного набора сложных полумузыкальных фраз, напоминая вокализацию вьюрковых овсянок (Sporophila).

## Распространение
Чёрно-пегая танагра обитает на востоке и юго-востоке Перу, на севере Боливии, в центральной части и на востоке Бразилии, в Гайане, Суринаме и во Французской Гвиане. В Перу птиц можно встретить на территории от южного Лорето и далее на юг до Мадре-де-Дьос и северного Пуно, в Боливии — в районе департамента Бени, а в Бразилии — на северо-западе штата Мату-Гросу, на востоке штатов Амазонас и Пара. Площадь ареала составляет 4 670 000 км². Обычно птицы встречаются на высоте около 900 м над уровнем моря, по другим данным, до 700 м. Ведут оседлый образ жизни.
Чёрно-пегие танагры предпочитают высокие или очень высокие деревья во влажных лесах, встречаются в верхнем ярусе леса, реже — на границе леса. Зиммер отмечал лоскутный ареал вида. Птицы обитают в зрелых лесах на незатопляемых территориях, которые носят название «terra firme». В районе лесного заповедника Адольфо Дюка (порт. Reserva Florestal Adolpho Ducke) около города Манаус в Бразилии, где в 2017 году было обнаружено гнездо чёрно-пегой танагры, фрагмент «terra firme» имеет площадь 10 000 га, средняя годовая температура составляет 26 °С, сезон дождей продолжается с ноября по май.
Птицы встречаются нечасто, что, возможно, связано с их низкой плотностью расселения и большой площадью кормовых территорий. Вместе с тем явные угрозы популяции чёрно-пегой танагры отсутствуют, Международный союз охраны природы относит их к видам, вызывающим наименьшие опасения (LC).

## Питание
Чёрно-пегая танагра питается в основном фруктами и насекомыми. В желудке были обнаружены ягоды, семена и жуки (Coleoptera), также наблюдали птиц, которые кормились серёжками деревьев рода цекропия (Cecropia).
Чёрно-пегие танагры кормятся в группах по 3—8 особей на большой территории, собирают корм высоко в кронах деревьев, лишь иногда спускаясь на средний или нижний ярус. Когда стая кормится на фруктовом дереве, птицы могут отлетать от него на большое расстояние над пологом леса и вскорости возвращаться, при этом чёрно-пегие танагры продолжают непрерывно кричать. Площадь территории, на которой кормятся чёрно-пегие танагры, может в 2—3 раза превышать территорию кормления смешанной стаи, к которой изредка присоединяются птицы. При этом чёрно-пегие танагры не остаются со стаями надолго, они часто покидают их и могут кормиться в одиночку.
В Суринаме птицы садятся на открытые крупные горизонтальные ветви диаметром 8—10 см. При поиске пищи чёрно-пегая танагра смотрит вниз, осматривая боковые стороны веток. Может прыгать по одним и тем же открытым веткам в кроне высокого дерева, при этом, чтобы преодолеть расстояние 3—6 м, раскрывает крылья только один или два раза. Возможно, будучи в полёте, захватывает насекомых в воздухе.

## Размножение
В феврале в штате Амазонас отмечали самку чёрно-пегой танагры на гнезде. В 2007 году Гай Кирван (Guy M. Kirwan) отметил в августе в Мату-Гросу стаю с двумя птенцами и в сентябре в Амазонас пару с тремя птенцами. Последние кормились на верхнем ярусе деревьев рода цекропия.
7 января 2017 года Томас Наскименто де Мело (Tomaz Nascimento de Melo) и Рената да Сильва Ксавье (Renata da Silva Xavier) обнаружили двух самцов и одну самку, которые носили материалы для гнезда. Само гнездо на ранней стадии строительства было обнаружено в широком месте на горизонтальной ветке гевеи бразильской (Hevea brasiliensis) на высоте 28 м от земли. Среди материалов, используемых при строительстве гнезда, наблюдатели смогли определить грибы, шерсть животных, паутину и зелёные лишайники. Последние использовались в большом количестве и помогали спрятать гнездо. Строительство гнезда продолжалось до 28 января. За это время самка несколько раз атаковала кормящегося неподалёку белополосого чешуйчатого древолаза (Lepidocolaptes albolineatus), вынудив того покинуть дерево.
30 января самка отложила белое яйцо с коричневыми пятнышками, однако 5 февраля гнездо пропало. Учёные связывают это с возможной активностью таких птиц, как тукан-ариель (Ramphastos vitellinus) и зелёный арасари (Pteroglossus viridis), а также обезьян — пегого тамарина (Saguinus bicolor) и капуцина-фавна (Sapajus apella), которые могут разорять гнёзда.
Несмотря на то, что отмечалось участие трёх птиц в строительстве гнезда, инкубацией яиц занималась исключительно одна самка. Возможно, помощники принимают участие в уходе за вылупившимися птенцами, как это наблюдалось у родственной темнолицей тростниковой танагры (Mitrospingus cassinii).

## Систематика
Чёрно-пегая танагра была описана французским орнитологом Луи Жаном Пьером Вьейо в 1817 году под названием Saltator melanoleucus. В XIX веке встречались также названия Psasis habia и Tiryta habia. В 1847 году Жан Луи Кабанис выделил вид в монотипический род Lamprospiza, используя название Lamprospiza habia, но уже в 1854 году Филип Склейтер применил современное название. В 1910 году в Суринаме птицы были описаны как Lamprospiza charmesi, выделение их в отдельный вид Зиммер связал с их более крупными размерами, которые вместе с тем были схожи с размерами птиц из Перу. Международный союз орнитологов не выделяет подвидов.
Род был отнесён к семейству танагровых (Thraupidae), но исследователи не могли уверенно построить родственные связи чёрно-пегой танагры внутри семейства. Некоторые учёные отмечали сходство с родом Cissopis, в частности, Склейтер указывал на схожее оперение, но также обращал внимание на то, что строением чёрно-пегие танагры напоминают Saltator. Кит Баркер (F. Keith Barker) и другие в 2013 году опубликовали результаты молекулярных исследований около 200 видов воробьинообразных птиц с девятью маховыми перьями, обитающих в Америке. На основе этих исследований роды тростниковые танагры (Mitrospingus), зелёные ортогонисы (Orthogonys) и чёрно-пегие танагры были выделены в отдельное семейство Mitrospingidae. Исследователи полагают, что представители этого семейства произошли от общего предка темнолицей тростниковой танагры (Mitrospingus cassinii) и чёрно-пегой танагры. В работе было также показано сестринское отношение этого семейства к кладе танагровых (Thraupidae) и кардиналовых (Cardinalidae).